# Aelurillus leipoldae
Aelurillus leipoldae (лат.) — вид пауков рода Aelurillus из семейства пауков-скакунчиков (Salticidae).

## Распространение
Восточное Средиземноморье: Греция, остров Крит.

## Описание
Пальпы желтовато-коричневые или коричневые, покрыты белыми волосками. Просома самок: темно-коричневая с желтовато-коричневыми волосками. Самец: желтовато-коричневый с тёмным глазным полем и одной парой белых продольных полос, глаза окаймлены оранжевыми волосками. Стернум коричневый или коричневато-жёлтый. Хелицеры жёлто-коричневые. Опистосома самок: оранжево-жёлто-коричневая. Самец: серо-коричневый с одной парой коричневых продольных полос.  Спиннеретты коричневые. Длина тела самцов: 4.35-5 мм. Длина тела самок: 6.4 мм.
Вид Aelurillus leipoldae был впервые описан немецким арахнологом Хайко Мецнером (Heiko Metzner) в 1999 году.